# Njombe (Distrikt)
Der Distrikt Njombe liegt im südlichen Hochland von Tansania in der Region Njombe. Er grenzt im Norden an den Distrikt Makambako (TC) und die Region Iringa, im Osten an die Regionen Morogoro und Ruvuma, im Süden an den Distrikt Ludewa und im Westen an den Distrikt Wanging'ombe.

## Geographie
Der Distrikt hat eine Fläche von 2706 Quadratkilometern und 109.311 Einwohner (Volkszählung 2022). Das Land liegt auf dem südlichen Hochland von Tansania in einer Höhe zwischen 1000 und 2000 Meter über dem Meer. Die Entwässerung erfolgt über den Ruhudi, der zum Einzugsgebiet des Rufiji gehört.
Das Klima in Njombe ist warm und gemäßigt, Cwb nach der effektiven Klimaklassifikation. In den höheren Lagen regnet es 900 bis 1600 Millimeter im Jahr, in den Niederungen nur 600 bis 900 Millimeter. Die Niederschläge fallen großteils in den Monaten Dezember bis April. Die Monate Juni bis September sind sehr trocken. Die Durchschnittstemperatur liegt zwischen 15 und 25 Grad Celsius, der wärmste Monat ist der November, am kühlsten ist es im Juli.

## Geschichte
Njombe war einer von insgesamt sechs Distrikten der Region Iringa. Im Jahre 2012 wurde die Region Iringa in einen Nordteil gleichen Namens und einen Südteil namens Njombe aufgeteilt. Danach war der Distrikt einer von vier Distrikten der Region Njombe. Später wurden Makambako (TC) und Njombe (TC) abgespalten.

## Verwaltungsgliederung
Der Distrikt Njombe besteht aus dem Wahlkreis (Jimbo) Lupembe und aus insgesamt 12 Bezirken (Kata):
- Igongolo
- Ikondo
- Idamba
- Kichiwa
- Ikuna
- Kidegembye
- Matembwe
- Lupembe
- Mfriga
- Mtwango
- Ninga
- Ukalawa

### Bevölkerung
Die folgende Tabelle zeigt das Bevölkerungswachstum im Vergleich zu den städtischen Bereichen Njombe (TC) und Makambako (TC).

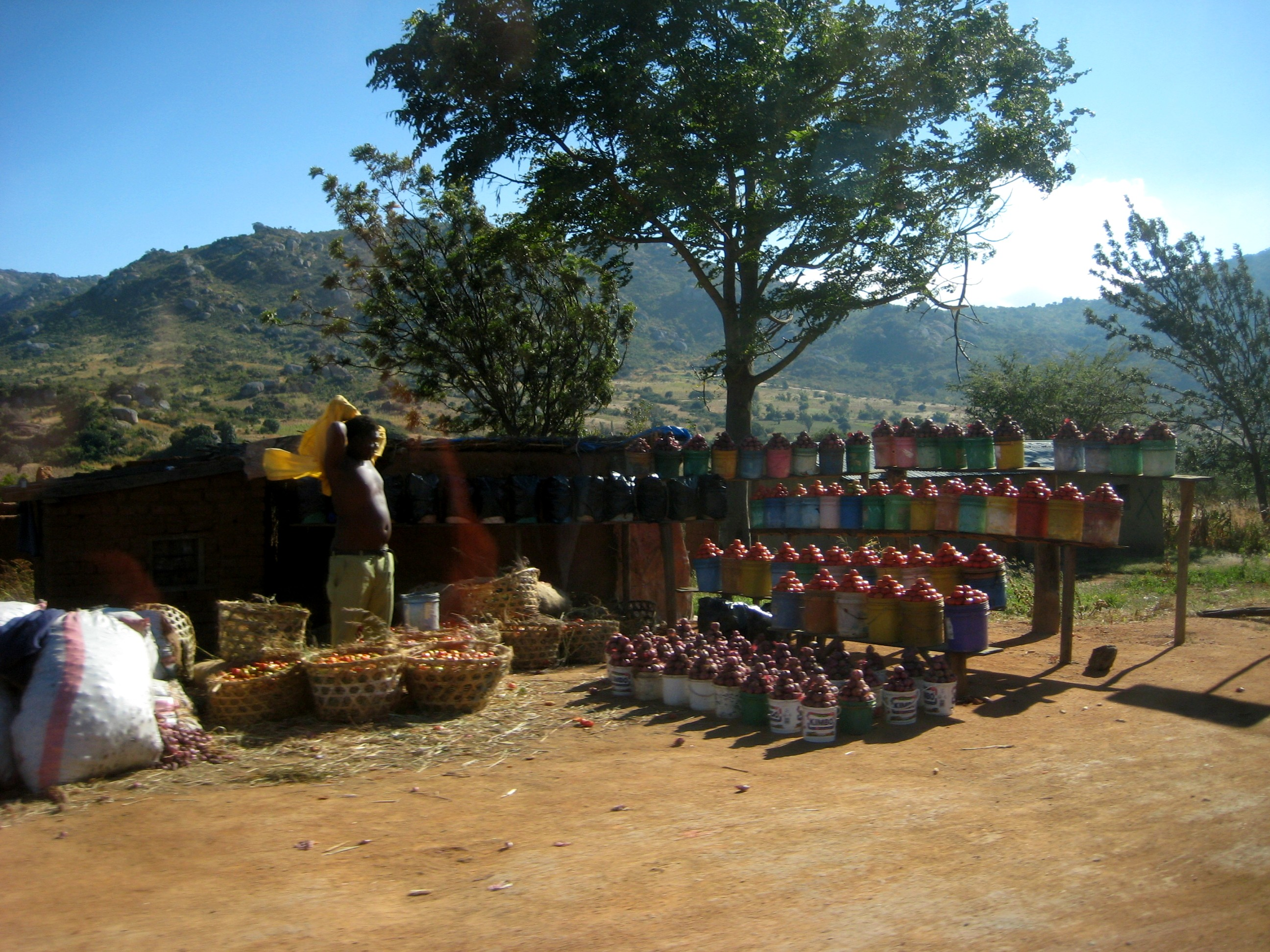
Verkauf von Tomaten und Zwiebeln an der Straße von Songea nach Njombe.

| Distrikt       | Einwohner 2002 | Einwohner 2012 | Einwohner 2022 |
| -------------- | -------------- | -------------- | -------------- |
| Njombe         | 84.159         | 85.747         | 109.311        |
| Njombe (TC)    | 113.623        | 130.223        | 182.127        |
| Makambako (TC) | 69.056         | 93.827         | 146.481        |

## Wirtschaft und Infrastruktur

### Landwirtschaft
Der wichtigste Wirtschaftszweig ist die Landwirtschaft. Ein kleiner Prozentsatz beschäftigt sich auch mit dem Handel. Dabei werden überwiegend landwirtschaftliche Produkte gehandelt. Die wichtigsten Früchte für den Eigenbedarf sind Mais, Bohnen, Maniok und Kartoffeln. Für den Verkauf werden auch Kaffee, Tee, Sonnenblumen, Gemüse und Pyrethrum angebaut.
Von rund vierzig Prozent der Haushalte in den städtischen Bezirken und über fünfzig Prozent im ländlichen Bereich werden Haustiere gehalten, vor allem Hühner und Rinder (Stand 2012).
| Distrikt       | Haushalte | Landwirte | Haustierhalter | Anzahl Rinder | Anzahl Ziegen | Anzahl Schafe | Anzahl Hühner |
| -------------- | --------- | --------- | -------------- | ------------- | ------------- | ------------- | ------------- |
| Njombe         | 20.211    | 18.690    | 10.615         | 24.828        | 6.947         | 876           | 101.154       |
| Njombe (TC)    | 31.279    | 23.060    | 13.184         | 38.008        | 13.101        | 2.992         | 167.324       |
| Makambako (TC) | 21.911    | 15.076    | 8.104          | 37.808        | 5.566         | 1.234         | 99.249        |

### Verkehr
- Straßen: Im Westen streift die asphaltierte Nationalstraße T1 von Daressalam nach Mbeya und Ruanda den Distrikt.[13]

## Sonstiges
Zwischen 1932 und 1947 wurde der Distrikt von einer Löwenplage heimgesucht, der 1.500 Einwohner zum Opfer fielen.